# Kurbugha

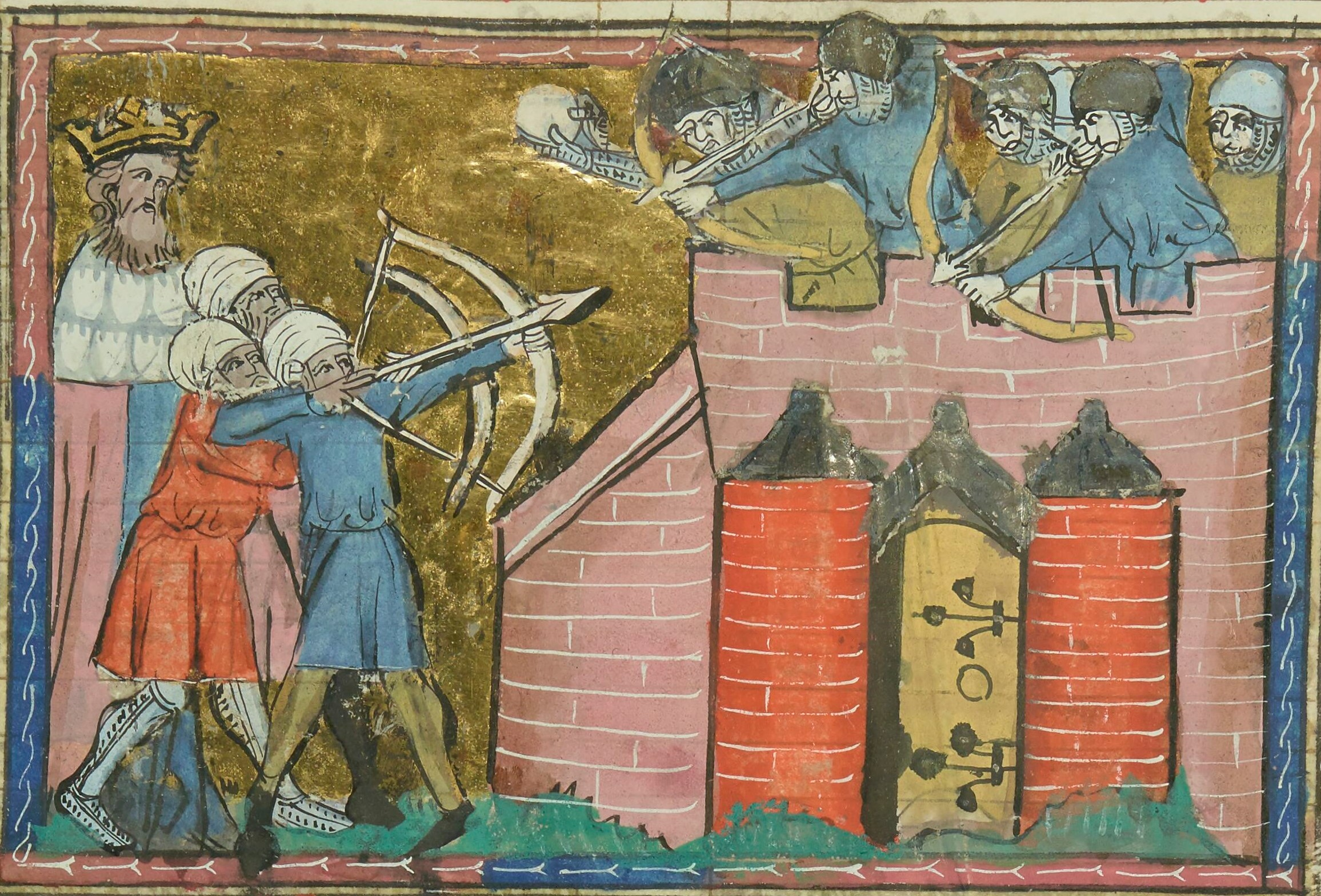
Oblężenie Antiochii przez Kurbughę

Kurbugha (tur. byk o mocnym sercu, ogier) (albo Kirboga, właściwie: Kiwam ad-Daula Abu Sai'd Kurbugha), (? - zm. sierpień-wrzesień 1102/Zu al-kada 492 w pobliżu Choj) – atabeg Mosulu z ramienia Seldżukidów od roku 1096 aż do swojej śmierci.
Początkowo był mamelukiem atabega Aleppo Ak Sunkura al-Hadżiba. Wyzwolony przez niego, w roku 1094 na czele armii został wysłany przez Barkijaruka na pomoc swojemu dawnemu panu i namiestnikowi Edessy Buzanowi. Walczyli oni z dążącym do zagarnięcia sułtanatu Wielkich Seldżuków dla siebie wujem Barkijaruka, Tutuszem. Tutusz pokonał jednak wojska emirów w bitwie pod Tall as-Sultan na południe od Aleppo w maju 1094 roku, zabił Ak Sunkura i Buzana, a Kurbughę wziął do niewoli. Po śmierci Tutusza w walce z Barkijarukiem w lutym 1095 roku jego syn, Ridwan, na prośbę zwycięskiego sułtana uwolnił Kurbughę. Ten wraz ze swoim bratem Altuntaszem zebrał wokół siebie grupę turkmeńskich najemników i zajął Harran. Wtedy władca Nisibis z rodu Ukajlidów, Muhammad Ibn Muslim, zwrócił się do Kurbughi o pomoc przeciwko swojemu bratu Alemu, który został ustanowiony namiestnikiem Mosulu przez Tutusza. Kurbugha zawarł sojusz z Muhammadem, jednak zamordował go po zdobyciu Nisibis. Następnie wyruszył przeciwko Mosulowi, który Ali poddał po dziewięciomiesięcznym oblężeniu w październiku-listopadzie 1096/Zu al-kada 489 roku. Barkijaruk uznał Kurbughę za atabega Mosulu.
W roku 1098 Kurbugha zdecydował się odpowiedzieć na wezwanie namiestnika Antiochii Jaghiego Sijana i wyruszyć na odsiecz miastu obleganemu przez krzyżowców. Do jego armii dołączyły posiłki przysłane przez samego sułtana oraz m.in. władca Damaszku Dukak, emir Himsu Dżanah ad-Daula i Sukman z rodu Artukidów. W maju 1098 stracił trzy tygodnie bezskutecznie oblegając Edessę niedawno zajętą przez Baldwina I. Pod Antiochię dotarł dopiero 3 czerwca, kiedy miasto już padło, a broniła się tylko cytadela. Rozpoczął oblężenie miasta, lecz 28 czerwca krzyżowcy wyszli z Antiochii i wydali mu bitwę, którą Kurbugha przegrał, przede wszystkim z uwagi na niechęć jego różnorodnej armii do walki w imię interesów aroganckiego wodza. Był to dotkliwy cios dla jego prestiżu i politycznego znaczenia.
Przez resztę życia Kurbugha był zajęty głównie wojną pomiędzy Barkijarukiem a jego bratem Muhammadem Taparem. W bitwie pomiędzy nimi w maju-czerwcu 1100 roku dowodził on lewym skrzydłem Barkijaruka, ten jednak przegrał. W następnym roku Kurbugha został wysłany do Azerbejdżanu. Udało mu się zająć większość tej prowincji, jednak zachorował i zmarł w trakcie wyprawy.